# Mahāvyutpatti
| Tibetische Bezeichnung                                        |
| ------------------------------------------------------------- |
| Tibetische Schrift: ༄༅༎བྱེ་བྲག་ཏུ་རྟོགས་པར་བྱེད་པ་ཆེན་པོ་༎              |
| Wylie-Transliteration: bye brag tu rtogs par byed pa chen po  |
| Offizielle Transkription der VRCh: Qêzhagdu Dogbar Jêba Qênbo |
| THDL-Transkription: Jedraktu Tokpar Jepa Chenpo               |
| Chinesische Bezeichnung                                       |
| Traditionell: 翻譯名義大集                                    |
| Vereinfacht: 翻译名义大集                                     |
| Pinyin:Fānyì míng yì dà jí                                    |

Die Mahāvyutpatti (Devanagari: महाव्युत्पत्ति) ist ein Sanskrit-tibetisches Terminologiewörterbuch. Sie wurde Anfang des 9. Jahrhunderts verfasst und enthält 9565 Einträge in 227 Kapiteln.
Die Mahāvyutpatti (von Sanskrit mahā „groß“, vyutpatti „Ableitung, Etymologie“) entstand im Jahr 802 oder 814 aus dem Bestreben, eine standardisierte tibetische Terminologie für Sanskrit-Begriffe des Buddhismus zu schaffen. Sie wurde von einem Übersetzerteam aus Tibetern und Indern mit Unterstützung des tibetischen Königshauses geschaffen. Sie wurde in den buddhistischen Kanon aufgenommen und ihre terminologischen Entsprechungen waren für spätere Übersetzungen verbindlich, daher wurde sie auch als „königliches Dekret“ verstanden. Das gleiche Team verfasste auch das ༄༅༎སྒྲ་སྦྱོར་བམ་བམ་པོ་གཉིས་པ་༎ (* Madhyavyutpatti), einen Kommentar zu einer Auswahl von Termini aus der Mahāvyutpatti.
Später entstanden Ausgaben mit Übersetzungen ins Chinesische, Mongolische und Mandschurische. Die Mahāvyutpatti inspirierte zahlreiche Glossare wie das Wǔ yì hébì jíyào 《五譯合璧集要》.